# مسميات المواطنين الفلسطينيين في إسرائيل

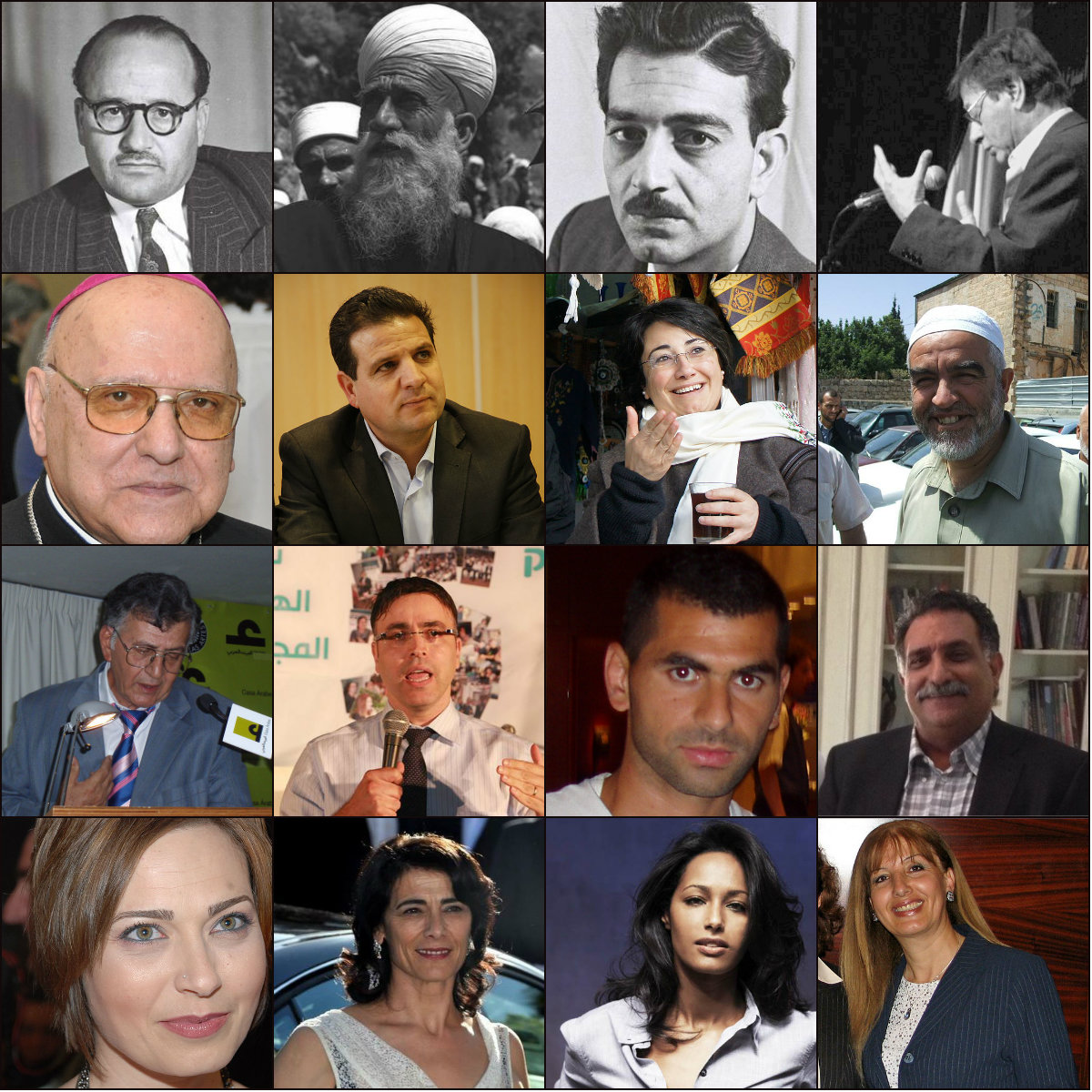
المواطنون العرب في إسرائيل

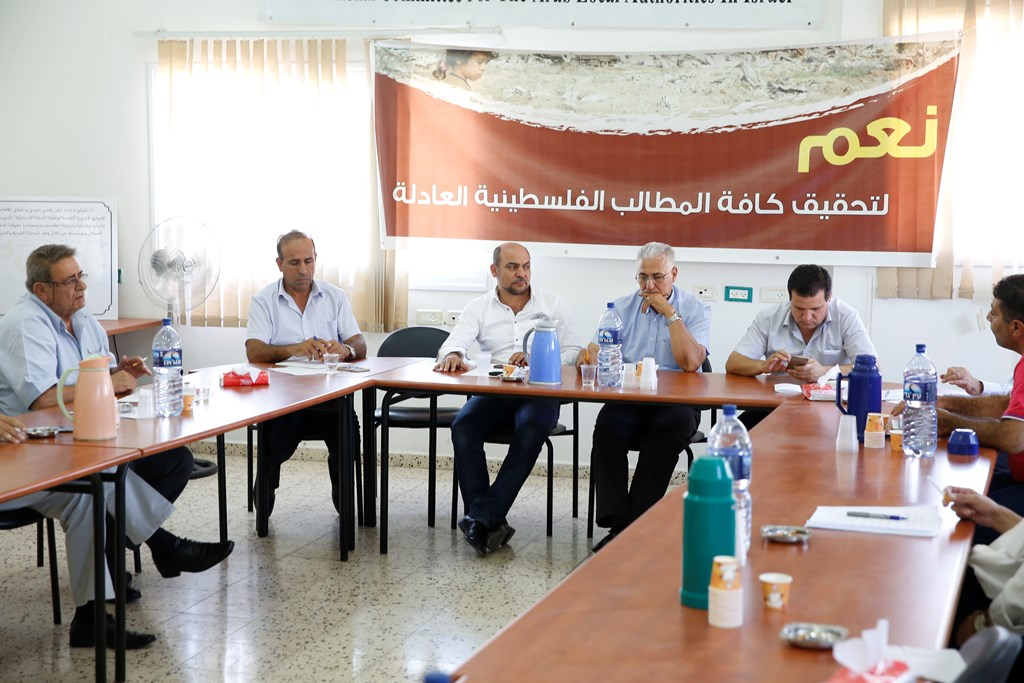
اللجنة العليا لمتابعة شؤون المواطنين العرب في إسرائيل

إن اختيار المسميات للمواطنين الفلسطينيين في إسرائيل (المعروفين أيضًا باسم المواطنين العرب في إسرائيل أو عرب 48) هي قضية مسيسة للغاية، وهناك مجموعة واسعة من التسميات التي يستخدمها أعضاء هذا المجتمع لتحديد هويتهم الذاتية. وبشكل عام، يميل أنصار إسرائيل إلى استخدام مصطلح "عربي إسرائيلي" أو "إسرائيلي عربي" للإشارة إلى هذه الفئة من السكان دون ذكر فلسطين، في حين يميل منتقدو إسرائيل (أو أنصار الفلسطينيين) إلى استخدام مصطلح "فلسطيني" أو "عربي فلسطيني" دون الإشارة إلى إسرائيل. وفقًا لصحيفة نيويورك تايمز، فضل معظمهم تحديد هويتهم بصفتهم مواطنين فلسطينيين في إسرائيل بدلاً من "العرب الإسرائيليين"، اعتبارًا من عام 2012. تستخدم صحيفة نيويورك تايمز كل من "الإسرائيليين الفلسطينيين" و"العرب الإسرائيليين" للإشارة إلى نفس السكان.
إن العلاقة بين المواطنين العرب ودولة إسرائيل غالباً ما تكون محفوفة بالتوتر، ويمكن النظر إليها في سياق العلاقات بين الأقليات السكانية والسلطات الحكومية في أماكن أخرى من العالم. يعتبر المواطنون العرب أنفسهم شعبًا أصليًا. وقد وصف أحد الشخصيات العامة العربية التوتر بين هويتهم الوطنية العربية الفلسطينية وهويتهم كمواطنين في إسرائيل على نحو شهير بقوله: "دولتي في حالة حرب مع أمتي".

## قائمة المسمّيات
يمكن للمواطنين العرب/الفلسطينيين في إسرائيل أن يشيروا إلى أنفسهم بمجموعة واسعة من المسمّيات. كل هذه الأسماء التي تشير إلى نفس المجموعة من الناس تدل على توازن مختلف في ما هو في كثير من الأحيان هوية متعددة الطبقات تحدد مستويات متفاوتة من الأولوية أو التأكيد على الأبعاد المختلفة التي قد تكون تاريخية وجغرافية ("فلسطين")، أو "وطنية" أو عرقية دينية (فلسطيني، عربي، إسرائيلي، درزي، شركسي)، أو لغوية (ناطقة بالعربية)، أو مدنية (الشعور "بالإسرائيلية" أو لا)، وما إلى ذلك:
- المواطنون الفلسطينيون في إسرائيل[9][10]هو مصطلح يفضل معظم المواطنين العرب في إسرائيل الإشارة إليه لأنفسهم،[11][12] وتستخدمه بعض وسائل الإعلام (بي بي سي، نيويورك تايمز، واشنطن بوست، إن بي سي نيوز)[13] ومنظمات أخرى للإشارة إلى العرب الإسرائيليين، إما بشكل متسق أو بالتناوب على استخدام مصطلحات أخرى للعرب الإسرائيليين.
- العرب الفلسطينيون[10]
- العرب الفلسطينيون في إسرائيل[14][15][16]
- فلسطينيون إسرائيليون[17]
- الفلسطينيون في إسرائيل[10]
- العرب الإسرائيليون[17][10][9]
- العرب الفلسطينيون الإسرائيليون[14][15][16]
- الفلسطينيون الإسرائيليون[9]
- المواطنون العرب في إسرائيل[17]
- العرب الإسرائيليون[17]
- 48ers،[17][9] عرب 48[10]

هناك تسميتان، من بين تسميات أخرى مذكورة أعلاه، لا تنطبقان على سكان القدس الشرقية العرب أو الدروز في مرتفعات الجولان، حيث احتلت إسرائيل هذه الأراضي في عام 1967:
- العرب داخل الخط الأخضر[14][15][16]
- عرب الداخل.[14][15][16]

## التعريف الذاتي
وفقًا لصحيفة نيويورك تايمز، اعتبارًا من عام 2012، فضل معظم العرب الإسرائيليين تعريف أنفسهم بصفتهم مواطنين فلسطينيين في إسرائيل بدلاً من العرب الإسرائيليين. ويشير مجلس العلاقات الخارجية أيضًا إلى أن معظم أعضاء المجتمع العربي الإسرائيلي يفضلون هذا المصطلح. في عام 2021، أكدت صحيفة واشنطن بوست أن "الاستطلاعات أظهرت" أن العرب الإسرائيليين يفضلون مصطلح "المواطن الفلسطيني في إسرائيل" وأن "بالنسبة للأشخاص الذين يشعرون غالبًا بأنهم محاصرون بين عالمين، فإن ملامح ما يعنيه أن تكون مواطنًا فلسطينيًا في إسرائيل لا تزال عملاً قيد التطوير".
ومع ذلك، تتعارض هذه النتائج مع استطلاع رأي جامعة تل أبيب عام 2017 والذي أظهر أن معظم العرب في إسرائيل يعتبرون أنفسهم إما عرب إسرائيليين أو ببساطة إسرائيليين.
ومن المصطلحات المشابهة التي قد يستخدمها العرب الإسرائيليون ووسائل الإعلام والمنظمات الأخرى العرب الفلسطينيون في إسرائيل والعرب الفلسطينيون الإسرائيليون. وتشير منظمة العفو الدولية إلى أن "المواطنين العرب في إسرائيل" هو مصطلح شامل تستخدمه إسرائيل لوصف عدد من المجموعات المختلفة والناطقة باللغة العربية في المقام الأول، بما في ذلك العرب المسلمون، والعرب المسيحيون، والدروز، والشركس. وفي نهاية عام 2019، وبالنظر إلى عدد من تم تعريفهم على أنهم عرب مسلمون وعرب مسيحيون معًا، بلغ عدد سكان المواطنين الفلسطينيين في إسرائيل حوالي 1.8 مليون نسمة.
هناك على الأقل مصطلحان يستثنيان على وجه التحديد سكان القدس الشرقية العرب والدروز وغيرهم من العرب في مرتفعات الجولان : العرب داخل الخط الأخضر، عرب داخل. هذه الشروط توضح أن:
- على الرغم من أن إسرائيل ضمت القدس الشرقية في عام 1967، فإن الغالبية العظمى من سكانها العرب لا يحملون الجنسية الإسرائيلية.
- على الرغم من أن إسرائيل ضمت مرتفعات الجولان، إلا أن تلك المنطقة كانت في الأصل جزءًا من سوريا، وليس فلسطين الانتدابية.

### كفلسطيني
على الرغم من أنهم معروفون رسميًا من قبل الحكومة الإسرائيلية باسم العرب الإسرائيليين أو "الإسرائيليين العرب"، إلا أن تطور القومية والهوية الفلسطينية في القرنين العشرين والحادي والعشرين قد قوبل بتطور ملحوظ في تحديد الهوية الذاتية، مما يعكس تزايد التعرف على الهوية الفلسطينية إلى جانب الدلالات العربية والإسرائيلية. لدى العديد من المواطنين الفلسطينيين في إسرائيل روابط عائلية مع فلسطينيين في الضفة الغربية قطاع غزة وكذلك مع اللاجئين الفلسطينيين في الأردن وسوريا لبنان.
بين عامي 1948 و1967، كان عدد قليل جدًا من المواطنين العرب في إسرائيل يعرّفون أنفسهم علنًا بأنهم "فلسطينيون"، وكانت الهوية "العربية الإسرائيلية"، وهي العبارة المفضلة لدى المؤسسة الإسرائيلية والجمهور الإسرائيلي، هي السائدة. كان التعبير العلني عن الهوية الفلسطينية، مثل عرض علم فلسطين أو الغناء وتلاوة الأغاني أو الشعر الوطني، غير قانوني. ومع انتهاء الحكم الإداري العسكري في عام 1966 وبعد حرب عام 1967 انتشر الوعي الوطني وتعبيره بين المواطنين العرب في إسرائيل. ثم حددت الأغلبية نفسها على أنها فلسطينية، مفضلة هذا الوصف على وصف العرب الإسرائيليين في العديد من الاستطلاعات على مر السنين. في استطلاع رأي هاتفي أجري عام 2017، حدد 40% من المواطنين العرب في إسرائيل هويتهم على أنهم "عرب في إسرائيل / مواطن عربي في إسرائيل"، وحدد 15% هويتهم على أنهم "فلسطينيون"، و8.9% على أنهم "فلسطينيون في إسرائيل / مواطن فلسطيني في إسرائيل"، و8.7% على أنهم "عرب"؛ قدمت مجموعات التركيز المرتبطة بالاستطلاع نتيجة مختلفة، حيث "كان هناك إجماع على أن الهوية الفلسطينية تحتل مكانة مركزية في وعيهم". في استطلاع للرأي أجري في نوفمبر 2023، سأل المشاركون من هذه الفئة السكانية عن أهم "مكون في هويتهم الشخصية" بالنسبة لهم؛ أجاب 33% "المواطنة الإسرائيلية"، و32% "الهوية العربية"، و23% "الانتماء الديني"، و8% "الهوية الفلسطينية".

#### الدروز والشركس كفلسطينيين
في تقرير منظمة العفو الدولية لعام 2022 بعنوان "نظام الفصل العنصري الإسرائيلي ضد الفلسطينيين: نظام هيمنة وحشي وجريمة ضد الإنسانية"، استبعدت المنظمة الدروز والشركس العرب الإسرائيليين من مصطلح المواطنين العرب الفلسطينيين في إسرائيل:
- تصنف وزارة الخارجية الإسرائيلية رسميًا ما يقرب من 2.1 مليون مواطن فلسطيني في إسرائيل على أنهم "مواطنون عرب في إسرائيل"، مما يعكس إسناد وضع عربي غير يهودي عرقي لهم جميعًا.
- يشمل مصطلح "المواطنين العرب في إسرائيل" العرب المسلمين بما في ذلك البدو، والعرب المسيحيين، والدروز الذين يتراوح عددهم بين 20 ألفًا و25 ألفًا، وحتى الشركس الذين يتراوح عددهم بين 4 آلاف و5 آلاف، والذين تعود أصولهم إلى القوقاز ولكن معظمهم من المسلمين.
- وبحسب منظمة العفو الدولية، فإن الدولة الإسرائيلية تنظر إلى المواطنين الفلسطينيين في إسرائيل وتعاملهم بشكل مختلف عن الدروز والشركس، الذين يجب عليهم على سبيل المثال الخدمة في الجيش بينما لا يتعين على المواطنين الفلسطينيين الخدمة.
- ومع ذلك، تشير السلطات ووسائل الإعلام الإسرائيلية إلى أولئك الذين يعرّفون أنفسهم كفلسطينيين باسم "العرب الإسرائيليين".

وقد أدرجت صحيفة واشنطن بوست الدروز ضمن الفلسطينيين. وذكر مجلس العلاقات الخارجية: "إن غالبية المواطنين العرب هم من المسلمين السنة، على الرغم من وجود العديد من المسيحيين والدروز أيضًا، الذين يعتنقون الهوية الإسرائيلية في كثير من الأحيان".

### كعربي إسرائيلي
ويمتد سؤال الهوية الفلسطينية إلى التمثيل في الكنيست الإسرائيلي. تقول الصحفية روث مارغاليت عن منصور عباس من القائمة العربية الموحدة، وهو عضو في الائتلاف الحاكم : "المصطلح التقليدي لهذه المجموعة، العرب الإسرائيليون، مثير للجدل بشكل متزايد، ولكنه المصطلح الذي يفضله عباس". أجرى عباس مقابلة مع وسائل الإعلام الإسرائيلية في نوفمبر 2021 وقال: "حقوقي لا تأتي فقط من جنسيتي. حقوقي تأتي أيضًا من كوني عضوًا في الشعب الفلسطيني، وابنًا لهذا الوطن الفلسطيني. وسواء أحببنا ذلك أم لا، فقد تأسست دولة إسرائيل، بهويتها، داخل الوطن الفلسطيني"، سامي أبو شحادة من بلد هو "مدافع صريح عن الهوية الفلسطينية". يقول، في إشارة إلى الأزمة الإسرائيلية الفلسطينية عام 2021 : "... إذا كانت الأسابيع الماضية قد قدمت دروسًا للمجتمع الدولي، فإن أحد أهمها هو أنه لا يمكن الاستمرار في تجاهل المواطنين الفلسطينيين في إسرائيل. يجب أن يتضمن أي حل المساواة الكاملة لجميع المواطنين، بالإضافة إلى احترام حقوقنا كأقلية وطنية والاعتراف بها."
بعض وسائل الإعلام التي تستخدم مصطلح "المواطنين الفلسطينيين في إسرائيل" أو "الفلسطينيين في إسرائيل" تعاملت مع المصطلحين على أنهما قابلان للتبادل مع "المواطنين العرب في إسرائيل" أو "العرب الإسرائيليين"، ولم تناقش ما إذا كان الدروز والشركس استثناءات. مثل صحيفة نيويورك تايمز.

## استطلاعات الرأي الإسرائيلية
في عام 2017، أجرى برنامج التعاون اليهودي العربي التابع لمؤسسة كونراد أديناور في مركز موشيه ديان للدراسات الشرق أوسطية والأفريقية في جامعة تل أبيب استطلاعًا هاتفيًا، وكانت النتائج:
- الهوية الوطنية ذات المكون المدني الإسرائيلي 49.7%، منها
  - فلسطيني (مواطن) إسرائيلي 8.9%
  - عربي (مواطن) إسرائيل 40.8%
- الهوية الوطنية الخالصة 24.1% منها
  - فلسطينيون 15.4%
  - العرب 8.7%
- الهوية المدنية: إسرائيلي 11.4%
- الهوية الدينية 9.5%
- أخرى / لا أعرف 5.3%

وقد قدمت مجموعات التركيز المرتبطة بالاستطلاع نتائج مختلفة، حيث "كان هناك إجماع على أن الهوية الفلسطينية تحتل مكانة مركزية في وعيهم". "يعكس قوة الهوية العربية الفلسطينية"، وأنهم لا يرون تناقضاً بين ذلك والهوية المدنية الإسرائيلية. وكشفت المجموعة البؤرية عن معارضة شديدة لمصطلح "العرب الإسرائيليون" ومفهوم "يوم الاستقلال" الإسرائيلي. وخلصت الدراسة إلى أن نتائج مجموعات التركيز حول الهوية الوطنية الفلسطينية القوية، والتي لا تتعارض مع الهوية المدنية الإسرائيلية، تتطابق مع تلك التي شوهدت في المجال العام.
وفقًا لمسح أجراه أستاذ جامعة حيفا سامي سموحة عام 2019 باللغة العربية بين 718 بالغًا عربيًا، اختار 47% من السكان العرب الهويات الفلسطينية ذات المكون الإسرائيلي ("فلسطيني إسرائيلي"، "فلسطيني في إسرائيل"، "عربي فلسطيني في إسرائيل")، وفضل 36% الهويات العربية الإسرائيلية بدون مكون فلسطيني ("إسرائيلي"، "عربي"، "عربي في إسرائيل"، "عربي إسرائيلي")، واختار 15% الهويات الفلسطينية بدون مكون إسرائيلي ("فلسطيني"، "عربي فلسطيني"). وعند عرض هذين العنصرين كمتنافسين، اختار 69% الهوية الفلسطينية الحصرية أو الأساسية، مقارنة بـ 30% اختاروا الهوية العربية الإسرائيلية الحصرية أو الأساسية. 66% من السكان العرب اتفقوا على أن "هوية 'العربي الفلسطيني في إسرائيل' مناسبة لمعظم العرب في إسرائيل."

## الممارسة الأكاديمية
الممارسة الشائعة في الأدبيات الأكاديمية المعاصرة هي تحديد هذا المجتمع على أنه فلسطيني، كما هو الحال بالنسبة للأغلبية التي تحدد هويتها الذاتية (انظر التعريف الذاتي). أدناه لمزيد من المعلومات). تشمل المصطلحات التي يفضلها معظم المواطنين العرب للتعريف بأنفسهم الفلسطينيين، والفلسطينيين في إسرائيل، والفلسطينيين الإسرائيليين، وفلسطينيي عام 1948، والعرب الفلسطينيين، والمواطنين العرب الفلسطينيين في إسرائيل أو المواطنين الفلسطينيين في إسرائيل. ومع ذلك، هناك أفراد من بين المواطنين العرب يرفضون مصطلح فلسطيني تمامًا. إن أقلية من المواطنين العرب في إسرائيل يعتبرون "إسرائيليين" بطريقة ما ضمن تصنيفهم الذاتي؛ أما الأغلبية فيعتبرون أنفسهم فلسطينيين من حيث الجنسية وإسرائيليين من حيث المواطنة.

## التطور التاريخي
بين عامي 1920 و1948، في ما كان يُعرف آنذاك بفلسطين الانتدابية، كان جميع المواطنين يُعرفون بالفلسطينيين، وكانت السلطات البريطانية تشير إلى المجتمعين الأساسيين باسم "العرب" و"اليهود". بين عامي 1948 وحرب 1967، كان عدد قليل جدًا من مواطني إسرائيل يعرّفون أنفسهم علنًا بأنهم "فلسطينيون". كانت الهوية "العربية الإسرائيلية"، وهي العبارة المفضلة لدى المؤسسة الإسرائيلية والجمهور الإسرائيلي، هي السائدة. كان التعبير العلني عن الهوية الفلسطينية، مثل عرض العلم الفلسطيني أو الغناء وتلاوة الأغاني أو الشعر الوطني، غير قانوني. منذ النكبة عام 1948، أصبح الفلسطينيون الذين بقوا داخل حدود هدنة عام 1949 معروفين باسم "عرب 48". ومع انتهاء الحكم الإداري العسكري في عام 1966 وبعد حرب عام 1967 انتشر الوعي الوطني وتعبيره بين المواطنين العرب في إسرائيل. ثم حددت الأغلبية نفسها على أنها فلسطينية، مفضلة هذا الوصف على وصف العرب الإسرائيليين في العديد من الاستطلاعات على مر السنين..

## حالات خاصة: القدس الشرقية ومرتفعات الجولان
ويشكل العرب في القدس الشرقية ومرتفعات الجولان (الجولان السوري) حالات خاصة فيما يتعلق بالمواطنة والهوية.
العرب الذين يعيشون في القدس الشرقية، التي تحتلها وتديرها إسرائيل منذ حرب الأيام الستة عام 1967، يحملون بطاقات هوية إسرائيلية، ولكن معظمهم من المقيمين الدائمين غير المواطنين حيث لم يقبل سوى عدد قليل منهم عرض إسرائيل بالمواطنة بعد نهاية الحرب، رافضين الاعتراف بسيادتها، ومعظمهم يحافظون على علاقات وثيقة مع الضفة الغربية. وباعتبارهم مقيمين دائمين، فإنهم مؤهلون للتصويت في الانتخابات البلدية في القدس، على الرغم من أن نسبة صغيرة فقط تستفيد من هذا الحق.
لم تكن مرتفعات الجولان جزءًا من فلسطين الانتدابية أو الوحدات السياسية العثمانية التي سبقتها، بل كانت جزءًا من سوريا، ولا تزال الأمم المتحدة تعترف بها على هذا النحو، وتسميها الجولان السوري. ويعتبر السكان الدروز المتبقون في مرتفعات الجولان، التي احتلتها وأدارتها إسرائيل في عام 1967، مقيمين دائمين بموجب قانون مرتفعات الجولان الإسرائيلي لعام 1981. لقد قبل عدد قليل منهم الجنسية الإسرائيلية الكاملة، وتعتبر الغالبية العظمى أنفسهم مواطنين سوريين.